# Socha svatého Jana Nepomuckého (Kunvald)
Pískovcová barokní socha svatého Jana Nepomuckého od neznámého autora se od roku 1716 nalézá na upravené terase před statkem čp. 137 v městyse Kunvald v okrese Ústí nad Orlicí. Socha je od roku 1958 chráněna jako nemovitá kulturní památka ČR.

## Historie
Socha byla postavena v roce 1716 (ještě před svatořečením Jana Nepomuckého) nákladem zdejšího bohatého rolníka Martina Líra jako jeho dík za záchranu z žaláře, když byl při jedné cestě z Prahy polapen Židy a uvězněn v židovské čtvrti Josefově. Ve velikých úzkostech se modlil ke svému patronu Janu Nepomuckému a prosil jej o pomoc. Světec se mu prý znenadání zjevil, vyvedl jej ze žaláře a tím mu zachránil život. 

## Popis
Socha svatého Jana Nepomuckého stojí nad silnicí na upravené terase v čtvercové pískovcové balustrádě pod památnými lípami. K soše světce vede od silnice kamenné schodiště. 
Samotná socha světce stojí na čtyřbokém trojdílném kamenném podstavci s hranolovým dříkem zakončeným nahoře profilovanou římsou. Stěny dříku jsou ozdobeny medailonky. Na čelní straně je v medailonu vytesán nápis: „KE CTI/CHWALE BOŽÍ/GE TEN OBRAZ/POSTAVEN NA/KLADEM M.LÍRA/1716/“. Na zadní straně je vytesán nápis: OPRAVENO PAM. ÚŘADEM 1941. 
Na římse stojí na nízkém podstavci socha světce v životní velikosti oděného v tradičním oděvu s biretem na hlavě a držícího v náručí krucifix se zlaceným korpusem Krista. Hlavu světce zdobí svatozář z pěti zlacených hvězd.
V roce 2004 prošla socha celkovou renovací.

## Galerie

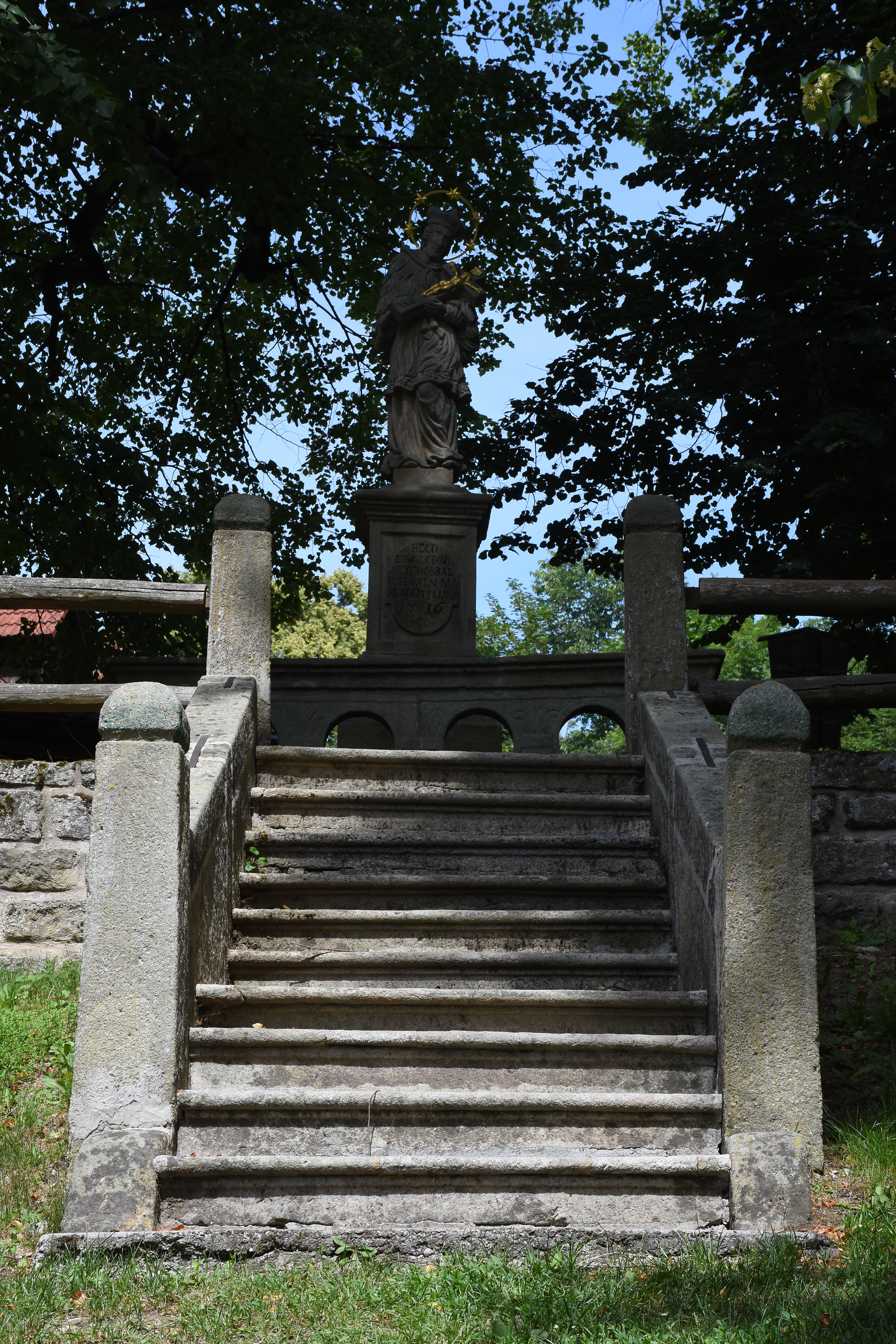
socha svatého Jana Nepomuckého v Kunvaldu u statku čp. 137
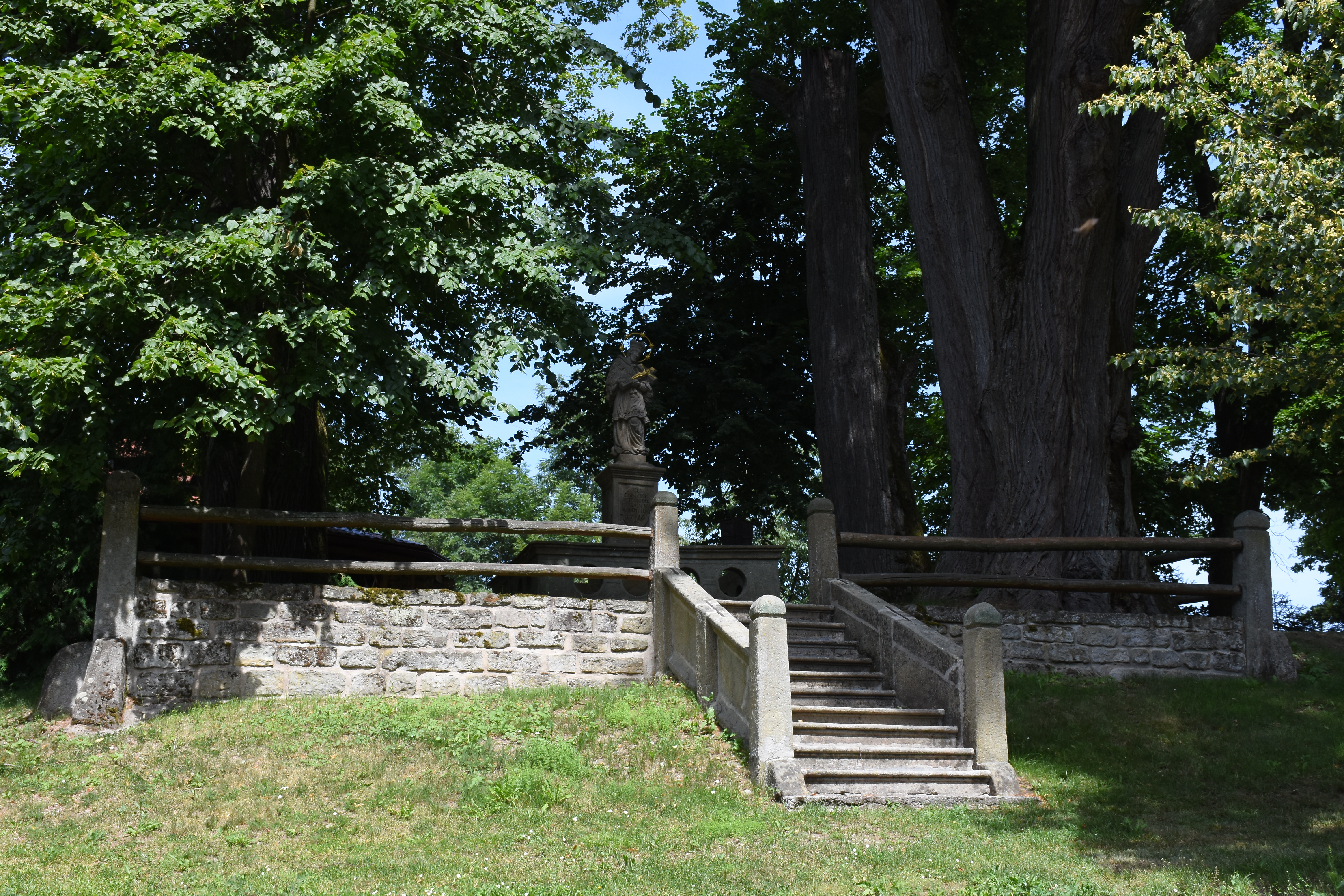
socha svatého Jana Nepomuckého v Kunvaldu u statku čp. 137
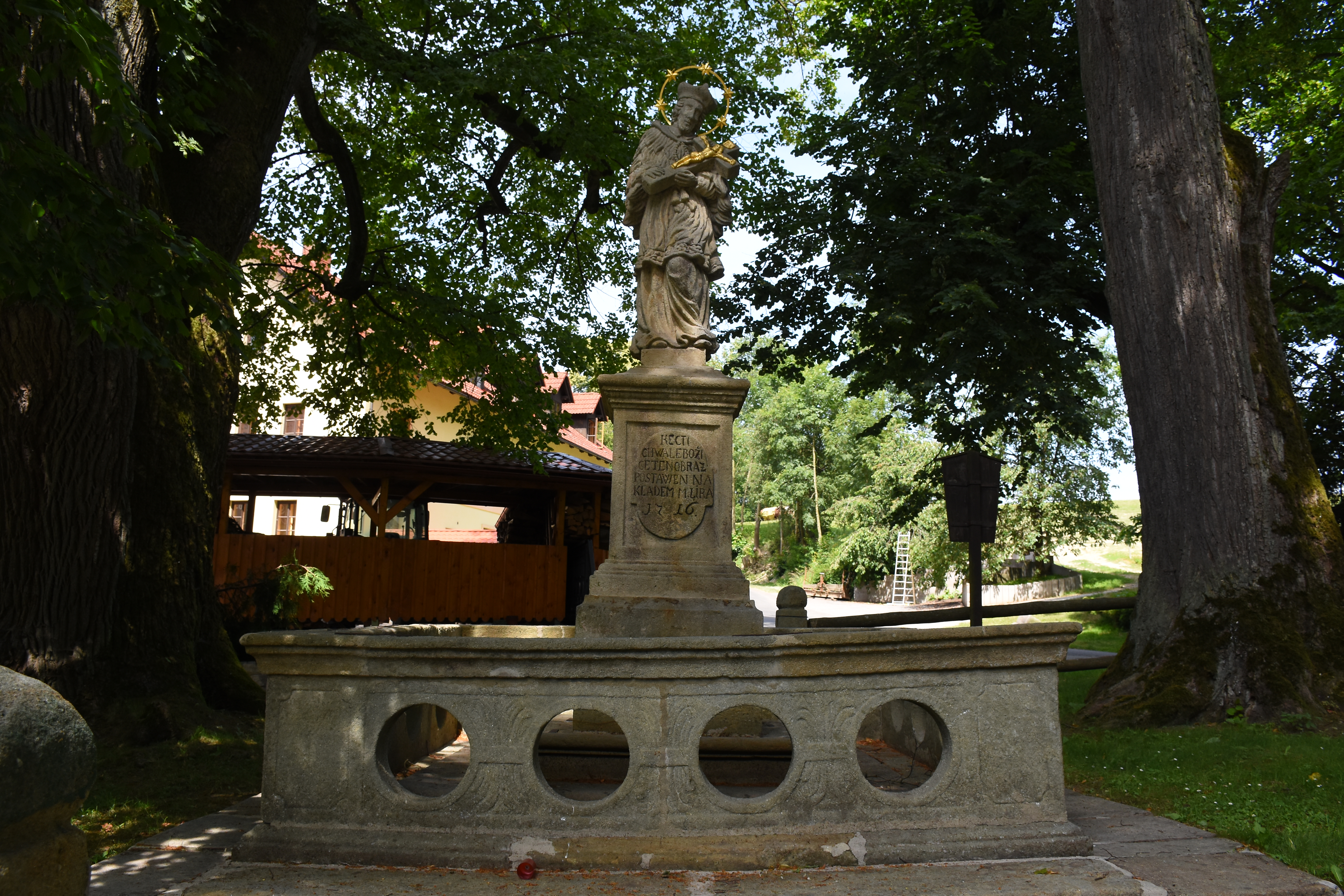
socha svatého Jana Nepomuckého v Kunvaldu u statku čp. 137
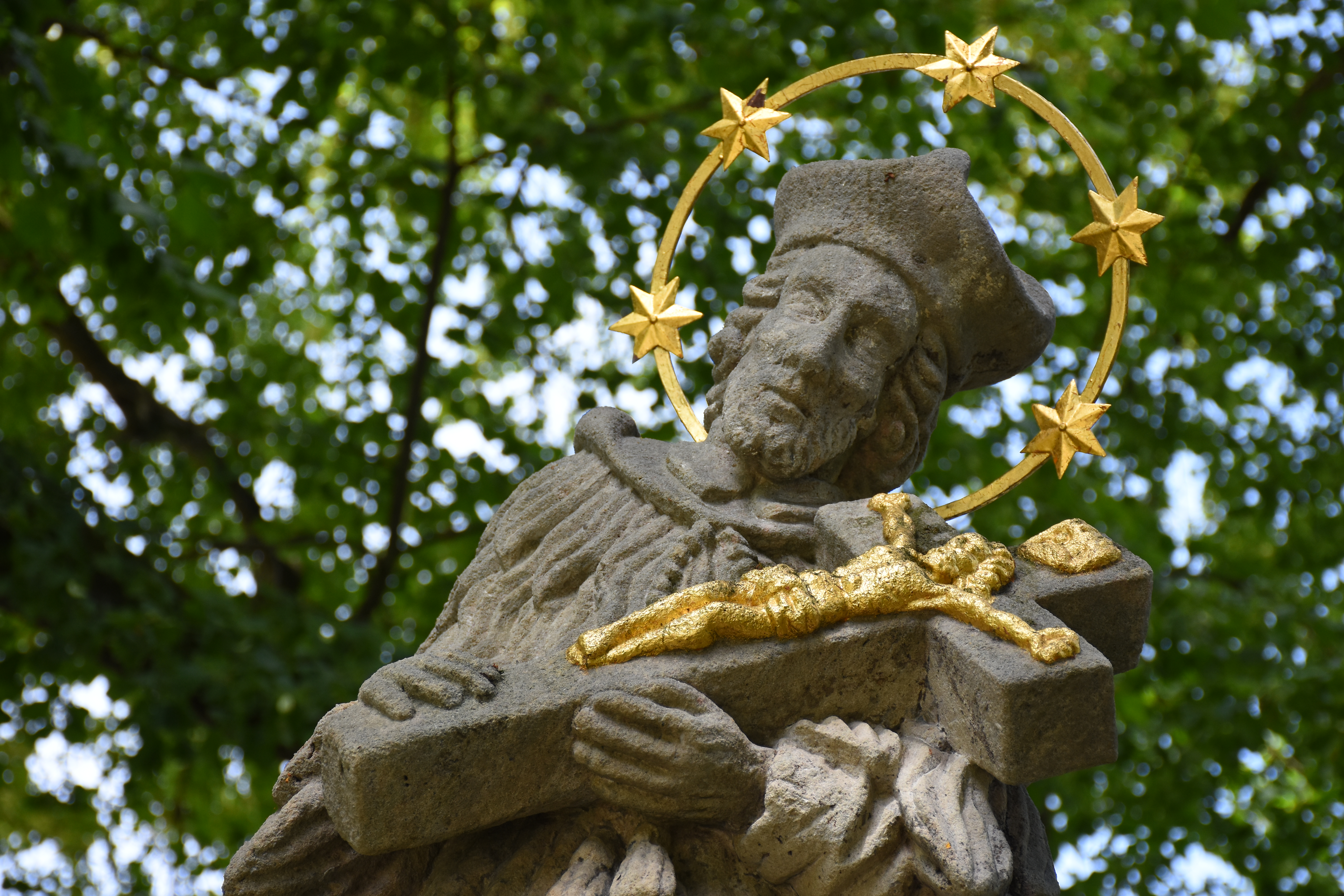
detail sochy svatého Jana Nepomuckého v Kunvaldu u statku čp. 137